# گنزالو کاسترو
گنزالو کاسترو راندون (آلمانی: Gonzalo Castro Randón؛ زاده ۱۱ ژوئن ۱۹۸۷) بازیکن فوتبال اهل آلمان با اصلیت اسپانیایی است.
او برای تیم ملی فوتبال آلمان بازی کرده‌است.